# TV Guide Awards
TV Guide Awards é um prémio que distingue as melhores produções televisivas nos EUA. Foi realizado entre 1999 e 2001 em Los Angeles.